# Derhachi
Derhachi (em ucraniano:   Дергачі́; em ucraniano:   Дeргaчи) é uma cidade da Ucrânia, situada no Oblast de Carcóvia. Tem 19,1 km² de área e sua população em 2020 foi estimada em 17.655 habitantes.